# All Hooked Up
"All Hooked Up" é o terceiro single do segundo álbum de estúdio do girl group britânico All Saints, Saints & Sinners. A canção alcançou o 7º lugar nas paradas britânicas e foi o último single das All Saints a ser lançado, antes de seu primeiro termino, "All Hooked Up" vendeu 54.699 cópias apenas no Reino Unido.

## Formatos e faixas
- CD1 single[2]

1. "All Hooked Up" (Single Version) – 3:49
2. "All Hooked Up" (Architechs Vocal Mix) – 4:09
3. "All Hooked Up" (K-Gee Remix Edit) – 3:26

- CD2 single[3]

1. "All Hooked Up" (Single Version) – 3:49
2. "Black Coffee" (Version 2) – 5:01
3. "Never Ever" – 6:27
4. "All Hooked Up" (Video) – 3:49

- CD maxi-single[4]

1. "All Hooked Up" (Single Version) – 3:49
2. "All Hooked Up" (Architechs Vocal Mix) – 4:09
3. "All Hooked Up" (K-Gee Remix Edit) – 3:26
4. "All Hooked Up" (Video) – 3:49

- Cassette single[5]

1. "All Hooked Up" (Single Version) – 3:49
2. "All Hooked Up" (Architechs Vocal Mix) – 4:09

## Desempenho nas paradas
| Chart (2001)                                  | Maior posição |
| --------------------------------------------- | ------------- |
| Bélgica (Ultratip Bubbling Under de Flandres) | 16            |
| Bélgica (Ultratip Bubbling Under da Valônia)  | 8             |
| Escócia (Scottish Singles Chart)              | 8             |
| Irlanda (IRMA)                                | 18            |
| Nova Zelândia (Recorded Music NZ)             | 50            |
| Países Baixos (Single Top 100)                | 95            |
| Reino Unido (UK Singles Chart)                | 7             |
| Suíça (Schweizer Hitparade)                   | 96            |